# Echidnopsis socotrana
Echidnopsis socotrana är en oleanderväxtart som beskrevs av J.J. Lavranos. Echidnopsis socotrana ingår i släktet Echidnopsis och familjen oleanderväxter. Inga underarter finns listade i Catalogue of Life.